# František Vláčil
František Vláčil (Český Těšín, 19 de febrer de 1924 – Praga, 28 de gener de 1999) va ser un director de cinema, pintor i artista gràfic txec.
Entre 1945 and 1950, va estudiar història de l'art a la Universitat Masaryk de Brno. Posteriorment, va treballar en diversos grups i ateliers de titelles o films d'animació, per exemple. Això no obstant, la seva especialitat i prioritat principal va ser sempre la del cinema, tal com demostraria més tard treballant per la Unitat de Cinema de l'exèrcit txec, on va rodar més de 30 pel·lícules i documentals.
Malgrat iniciar la seva carrera cinematogràfica a la Txecoslovàquia dels anys 1960, Vláčil no va esdevenir un membre de la popular Nova Ona Txecoslovaca dels anys 1960 al no haver estudiat a la FAMU (Escola de Cinema de Praga) -com la majoria dels integrants d'aquest moviment cinematogràfic- i en haver creat un estil propi de cinema que el faria desmarcar-se de la tendència de directors com Miloš Forman o Jiří Menzel. Vláčil no va fer mai ni films de socialisme real ni de sàtira o crítica sinó que es va focalitzar en temes humanistes i històrics que poden ser objecte d'una àmplia interpretació. En tot cas, els seus films són coneguts per la seva alta qualitat artística.
Va ser l'any 1957 quan František Vláčil es va donar a conèixer internacionalment amb la realització del seu documental poètic Skleněnà oblaka (Cels de vidre), el qual va ser premiat al Festival Internacional de Cinema de Venècia. Seria el primer reconeixement d'una llarga carrera en la que el director txec obtindria diverses distincions, entre les quals destaca el premi del Festival Internacional de Cinema de Karlovy Vary el 1998 i el premi Lleó de Bohèmia per la seva prolongada contribució al món del cinema, el mateix any.
El 1959 František Vláčil va filmar les pel·lícules d'acció Pronásledování i Vstup zakázán.
Amb Holubice el 1960 Vláčil va ser premiat novament al Festival Internacional de Cinema de Venècia.

## Selecció filmogràfica
- Skleněnà oblaka, 1957 - documental.
- Pronásledování, 1959.
- Vstup zakázán, 1959.
- Holubice, 1960.
- Dáblova (1961) – primer film històric.
- Ďáblova past, 1962.
- Marketa Lazarová, 1967 - segons la novel·la de Vladislav Vančura.
- Údoli včel (El vall de les abelles, 1967).
- Adelheid, 1969.
- Sirius, 1974.
- Dým bramborové natě (Fum als camps de patata, 1976).
- Stíny horkého léta (Ombres d'un calorós estiu, 1977).
- Koncert na konce léta (Concert a finals d'estiu, 1979) – Premi al millor film al Festival de Cinema de Karlovy Vary.
- Hadí jed, 1981.
- Pasáček z doliny, 1983.
- Stín kapradiny, 1985 - segons una novel·la de Josef Čapek.
- MÁG, 1987.